# Vzdušná flota Ukrajinské lidové republiky
Vzdušná flota Ukrajinské lidové republiky (ukrajinsky Повітряний флот Української Народної Республіки) bylo vojenské letectvo Ukrajinské lidové republiky existující v letech 1917–1921.

## Letadla

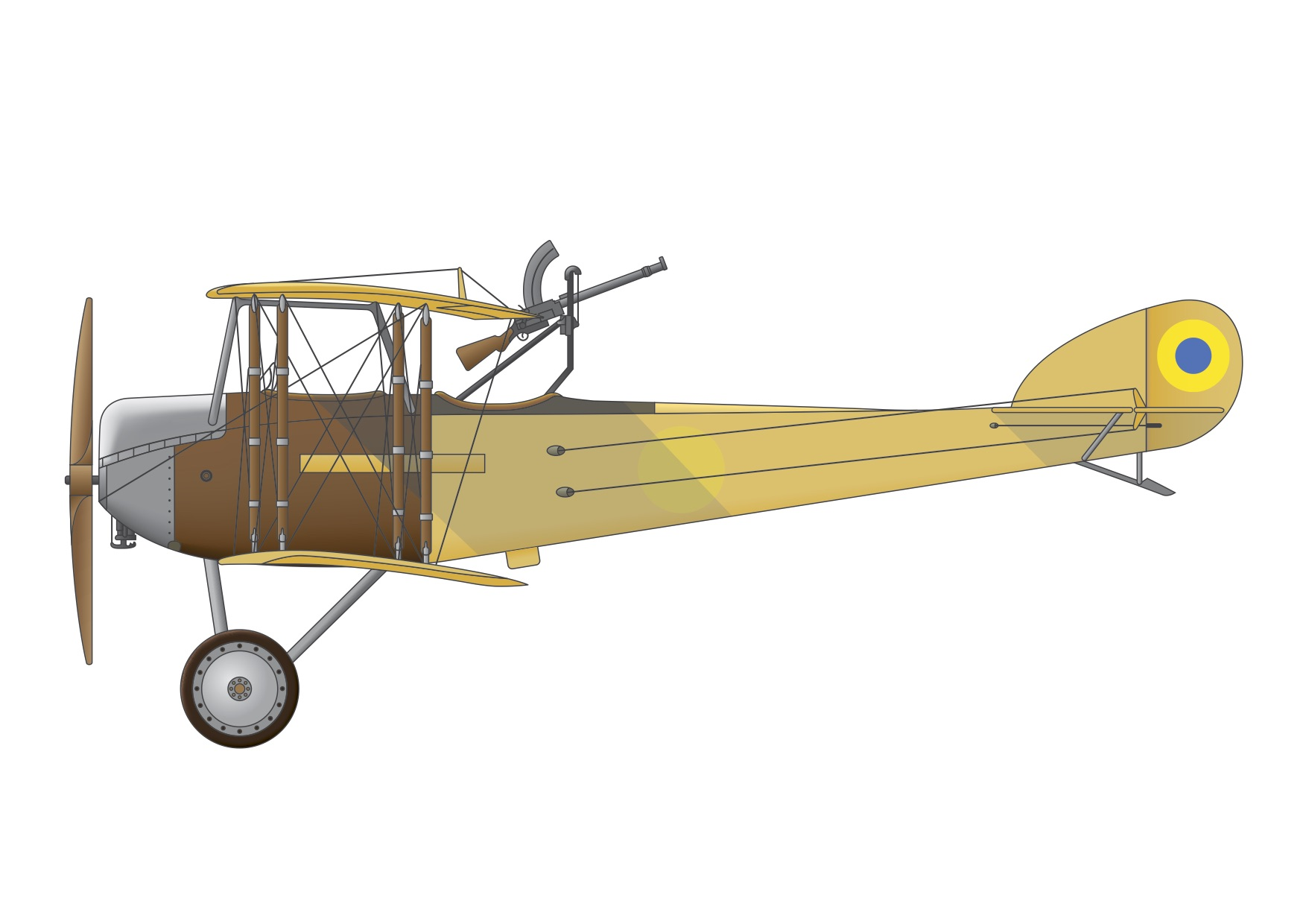
Anatra Anade, letiště Post-Volynskyj v Kyjevě, březen–duben 1918.

### Stíhací letouny
- Morane-Saulnier Type Nm (3)
- Sikorskij S-16
- Nieuport 11 Bébé
- Nieuport 17[2] (3)
- Nieuport 21 (2)
- Nieuport 23 (7)
- Nieuport 27
- SPAD S.VII[2] (2)
- Sopwith Camel F.1
- Sopwith 1½ Strutter (1)
- Vickers FB.19 Bullet
- Fokker D.VII[3]

### Průzkumné letouny
- Anatra D Anade
- Anatra DSS Anasal
- Lloyd C.V
- Morane-Saulnier L[4]

### Bombardéry
- Voisin III (LAS) (6)
- Maurice Farman MF.11 (1)
- Zeppelin-Staaken R.XIVa (1)
- Sikorskij Ilja Muromec S-14 G-1